# Fjodor Alexejewitsch Basmanow

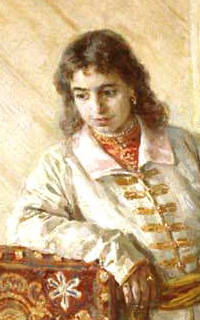
Fjodor Basmanov (Ausschnitte) aus dem Bild Zar Iwan der Schreckliche bittet Abt Cornelius, ihn zum Mönch zu segnen von Klavdiy Lebedev (1898).

Fjodor Alexejewitsch Basmanow (russisch: Фёдор Алексе́евич Басма́нов) (* um 1550; † 1571?) war ein russischer Opritschnik, Vertrauter des Zaren Iwans des Schrecklichen und laut einiger Aussagen auch dessen Liebhaber.

## Leben
Basmanows namentliche Erwähnung ist erstmals für das Jahr 1562 belegt. Im Jahr 1564 verteidigte er zusammen mit seinem Vater Alexei Danilowitsch Basmanow die Stadt Rjasan gegen einen Angriff der Tataren. Dafür wurden er und sein Vater vom Zaren ausgezeichnet und Fjodor kam dem Zaren näher. Im Jahr 1565 traten er und sein Vater den Opritschniks bei. Ein Jahr später erhielt Fjodor Basmanow den Rang eines Mundschenks (russ. Кравчий).
1569 wurde Basmanow Oberbefehlshaber der Opritschnina-Truppen im Süden von Russland, und überzeugte dort vor allem mit seinen Kriegskünsten.
Als Fjodors Vater um das Jahr 1570 in Ungnade fiel, tötete Andrei Kurbski zufolge Fjodor eigenhändig seinen Vater. Laut dem Historiker Michel Heller zufolge soll Fjodor seinen Vater getötet haben, um dem Zaren seine Liebe zu beweisen.
1571 ging das Gerücht einer Verschwörung gegen den Zaren in Nowgorod um. Man verhaftete Basmanow sowie mehrere andere Personen, die angeblich versucht hatten, den Feind Iwans, den polnischen König Sigismund II., zu unterstützen, wobei fast alle Verhafteten hingerichtet wurden.
Ab 1571 wird der Name Fjodor Basmanow nicht mehr erwähnt und es verlieren sich alle seine Spuren. Angeblich wurde er vom Zaren ins Exil nach Beloosero geschickt, wo er in einem Kloster jung an einer Krankheit starb.

### Familie
Iwan verheiratete Fjodor mit der Nichte seiner ersten Ehefrau Warwara Sizkaja, mit der er zwei Söhne hatte, die sie um das Jahr 1568 gebar. Nach der Hinrichtung Basmanows heiratete Sizkaja erneut und die beiden Söhne, die zu dem Zeitpunkt erst ca. drei Jahre alt waren, erhielten eine gute militärische Ausbildung. Sein Sohn Iwan wurde im September 1603 getötet, als er einen Bauernaufstand unterdrückte, sein Sohn Pjotr verteidigte Nowgorod-Sewerski gegen die Truppen des Falschen Dimitri. Später verriet er allerdings Boris Godunow und lief zum Falschen Dimitri über, wurde einer dessen engsten Vertrauten und wurde mit diesem am 17. Mai 1606 ermordet. Mit dem Tod der beiden Söhne, die beide keine Kinder hatten, endete die Linie der Basmanows.

## Persönlichkeit
„Es war ein junger Mensch von etwa zwanzig Jahren, von einer außergewöhnlichen Schönheit, die durch einen unangenehm dreisten Gesichtsausdruck stark beeinträchtigt wurde. Er war noch kostbarer gekleidet als die anderen und trug, entgegen der allgemeinen Sitte jener Zeit, das Haar lang, und in seinem bartlosen Gesicht wie überhaupt in seinem ganzen Gebaren drückte sich etwas unmännlich Lässiges aus. Das Verhalten der anderen ihm gegenüber mutete etwas seltsam an. Sie redeten mit ihm wie mit einem Menschen ihresgleichen und erwiesen ihm keine besondere Ehrerbietung; wenn er aber an eine der Gruppen herantrat, so rückten die Opritschniks sofort auseinander, und diejenigen, die auf den Bänken gesessen hatten, erhoben sich und boten ihm ihren Platz an. Es schien, als wenn sie sich vor ihm in acht nehmen wollten oder ihn fürchteten. Als er Serebrjani und Micheitsch gewahr wurde, maß er sie mit einem hochmütigen Blick, winkte die Opritschniks heran, die die Fremden in die Sloboda geleitet hatten und schien sich nach ihrem Namen zu erkundigen, blinzelte dann abermals zu Serebrjani herüber und flüsterte mit einem boshaften Lächeln leise seinen Gefährten etwas zu.“

- A. K. Tolstoi: Iwan der Schreckliche 
Basmanow wird von Zeitzeugen als arrogant und eingebildet beschrieben, war zudem aber auch ein geschickter und ehrgeiziger Soldat. Ein weiteres sehr markantes Merkmal Basmanows war, dass er im Gegensatz zu allen anderen Männern zu der damaligen Zeit keinen Bart und langes Haar trug. Zeitzeugen zufolge habe er ein ungewöhnlich schönes und feminines Aussehen gehabt aber einen unangenehmen Charakter, denn geriet er oft mit anderen in Konflikte und nutzte seine Position beim Zaren zu seinen Gunsten aus. Alexei Tolstoi ist der Erste, der sich Basmanows literarisch 1862 annimmt und eben jene Beschreibungen popularisierte. Für sein Werk Iwan der Schreckliche bezog er sich größtenteils auf Nikolai Karamsins wissenschaftliches Werk Geschichte des Russischen Reiches.

## Beziehung zum Zaren
„Die ersten Favoriten von Iwan: Alexei Basmanow, ein temperamentvoller Gouverneur, aber ein schamloser Heiliger der Tyrannei und sein Sohn Fjodor, dieser hatte ein schönes Gesicht und eine gemeine Seele, ohne die Iwan keinen Spaß bei Banketten haben konnte oder Lust am Morden.“

- N. M. Karamsin: Geschichte des russischen Staates.
Ob die Beziehung Iwans zu Basmanow über eine platonische hinausging ist nicht vollständig geklärt. Viele Zeitzeugen gehen zwar in ihren Berichten über das Leben am Hofe Iwans davon aus bzw. erläutern dies, jedoch handelt es sich hierbei um v. a. ausländische Berichte, die stets versuchten das brutale Image Iwans weiter auszuschmücken. Zudem wäre eine so zur Schau gestellte Beziehung zwischen Iwan und Fjodor, zu dieser Zeit, ein Beweis über die Verrohung unter den Opritschnina.
Insbesondere Andrei Kurbski berichtet oft von der Verbindung zwischen Fjodor und dem Zaren und gibt ihm auch den Beinamen „Liebhaber des Zaren“. Auch Heinrich von Staden berichtet von seiner Russlandreise über das Verhältnis der beiden.

## Rezeption

### In der Literatur
- Charakter in dem Buch Iwan der Schreckliche von Alexei Konstantinowitsch Tolstoi. Die Charakterisierung Basmanows wurde für weitere Rezeptionen ausschlaggebend.

### In der Musik
- Gesungen von einem Mezzosopran oder einem Alt in der Oper Der Opritschnik (1874) von Pjotr Iljitsch Tschaikowski.
- In der Kantate Iwan der Schreckliche von Sergei Prokofjew. Diese Musik schrieb Prokofjew 1942–1945 als Filmmusik für den Film Iwan der Schreckliche Teil I und II. Basmanow wird hierbei von einem Bariton/Tenor gesungen.

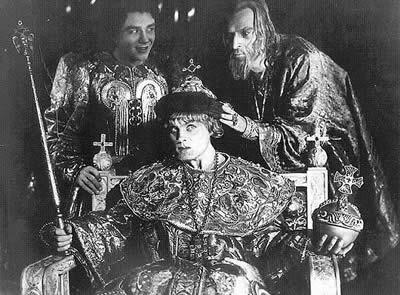
Michail Kusnezow als Basmanow (links) neben Nikolai Tscherkassow als Iwan (rechts) im Film Iwan der Schreckliche II (1958).

### Im Kino
- Iwan der Schreckliche (1926), gespielt von Nikolai Prozorovsky.
- Iwan der Schreckliche I (1944) und Iwan der Schreckliche II (1958) von Sergei Michailowitsch Eisenstein, gespielt von Michail Kusnezow. Die Szene in Iwan der Schreckliche II, in der Fjodor in Frauenkleidern für den Zaren tanzt, wurde berühmt.
- Zar Iwan der Schreckliche (1991) von Gennadi Wassiljew, gespielt von Dmitri Pissarenko.
- Gewitter über Russland (1992), gespielt von Sergei Besduschni.
- Der König (2009), gespielt von Alexander Iljin.
- Iwan der Schreckliche (Fernsehserie) (2009), gespielt von Dmitri Muraschew.